# اورلینگبری

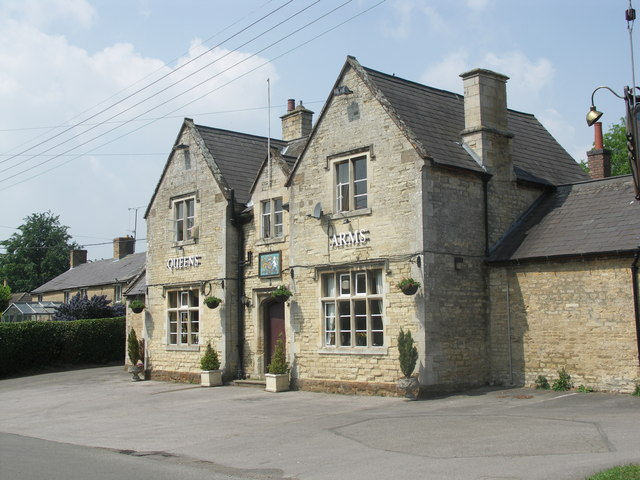
ساختمان های قدیمی روستا

اورلینگبری (به انگلیسی: Orlingbury) یک روستا و محله مدنی در بریتانیا است که در Wellingborough واقع شده‌است. اورلینگبری ۴۳۹ نفر جمعیت دارد.